# Mauricio Soler
Juan Mauricio Soler Hernández (ur. 14 stycznia 1983 w Ramiriquí, Boyacá) – kolumbijski kolarz szosowy.

## Kariera
W roku 2006 Soler wygrał francuski wyścig etapowy Circuit de Lorraine. Na Mediolan-Turyn już wcześniej ulokował się na 25. miejscu. W tymże sezonie jeździł dla włoskiej drużyny dywizji kontynentalnej - Acqua & Sapone. Dzięki systemowi dzikich kart mógł brać udział także w imprezach cyklu ProTour. Soler został również wytypowany przez kolumbijski związek kolarski na mistrzostwa świata w Salzburgu w roku 2006. Musiał jednak wycofać się z wyścigu i nie dojechał do mety.
Od sezonu 2007 jeździł dla brytyjskiego Team Barloworld, który dzięki dzikiej karcie zakwalifikował się do Tour de France 2007. Podczas tego wyścigu, 17 lipca, wygrał 9. etap, podczas którego pokonał najlepszy czas podjazdu pod Col du Galibier (ustanowiony wcześniej w roku 1998 przez Marco Pantaniego, prawdopodobnie pod wpływem EPO). Dzięki tak dobrej postawie na tym i innych górskich etapach był przez media często podejrzewany o doping. Te pogłoski były jednak podważane przez Team Barloworld, jak również przez dyrektora Touru, Christiana Prudhomme. Ponadto próbka w kontroli antydopingowej po jego zwycięstwie wykazała brak jakichkolwiek zakazanych substancji.
Soler po 9. etapie często znajdował się w grupach prowadzących i po wykluczeniu z wyścigu Michaela Rasmussena przejął koszulkę najlepszego górala i nie oddał jej aż do mety w Paryżu.
W 2011 roku wygrał 2. etap wyścigu Tour de Suisse. Cztery dni później (był wiceliderem wyścigu), 16 czerwca 2011 roku podczas 6. etapu uczestniczył w kraksie i z poważnymi obrażeniami (m.in. pękniecie czaszki i obrzęk mózgu) trafił do szpitala.

## Najważniejsze zwycięstwa i sukcesy
- 2005
  - etap w Vuelta a Colombia
- 2006
  - Circuit de Lorraine
- 2007
  - 9. etap podczas Tour de France 2007
  - lider klasyfikacji górskiej Tour de France 2007
  - 2. etap i klasyfikacja generalna Vuelta a Burgos
- 2008
  - drugi w Dookoła Kastylii i León
- 2009
  - drugi w Settimana Ciclistica Lombarda
- 2011
  - wygrany 2. etap w Tour de Suisse